# Guerra Polaco-Ucraniana
A Guerra Polaco-Ucraniana (1918-1919), foi um conflito entre as forças da Segunda República Polonesa e a República Popular da Ucrânia, para ter controle sobre a Galícia após a dissolução da Áustria-Hungria.

## Contexto
As origens do conflito estão relacionadas com as complexas relações nacionais presentes na Galícia durante a virada do século. A relativa tolerância da Casa de Habsburgo para com as minorias da região promoveu condições ideais para o desenvolvimento dos movimentos nacionais polacos e ucranianos. Vários incidentes entre os dois grupos ocorreram no fim do Século XIX e início do Século XX. Por exemplo, em 1897 a administração polonesa impediu que os ucranianos participassem nas eleições parlamentares. Outro conflito, ocorrido nos anos 1901 a 1908, envolveu a Universidade de Lviv. Os alunos ucranianos exigiam uma universidade separada, enquanto alunos e professores poloneses tentavam reprimir o movimento. O ponto crucial deu-se em 1903, quando tanto poloneses quanto ucranianos realizaram conferências separadas em Lwów (os poloneses em Maio e os ucranianos em Agosto) e, em seguida, os dois movimentos nacionais se desenvolveram com objetivos contraditórios, desencadeando o confronto.
A composição étnica da Galícia era subjacente ao conflito entre os poloneses e ucranianos. A província austríaca consistia em um território conquistado em 1772, durante a Primeira das Partições da Polônia. Esta terra, que abrangia territórios de importância histórica para a Polônia, incluindo a antiga capital Cracóvia, era habitada por uma maioria polaca. Entretanto, a parte oriental da Galícia, que incluía o coração do território histórico de Volínia, tinha uma maioria ucraniana. Esse último era composto por aproximadamente 65% de população ucraniana e 22% de população polonesa. Das 44 divisões administrativas austríaca da Galícia oriental, Lviv era a única em que os poloneses constituíam maioria da população. A cidade era considerada uma das capitais culturais da Polônia e, para muitos polacos, incluindo os da população de Lviv, era impensável que a sua cidade não deveria estar sob controle polonês.
Ao longo dos séculos XIX e XX, os ucranianos locais tentaram convencer os austríacos a dividir a Galicia em Ocidental (polonesa) e Galícia Oriental (ucraniana). Esses esforços foram frustrados pelos poloneses locais, que temiam perder o controle de Lviv e da porção oriental da região. Os austríacos chegaram ao acordo de dividir a província, mas o início da Primeira Guerra Mundial impediu que essa grande mudança fosse implementada e, em outubro de 1916, o Kaiser Carlos I da Áustria prometeu fazê-la uma vez que a guerra houvesse terminado.

## Prelúdio

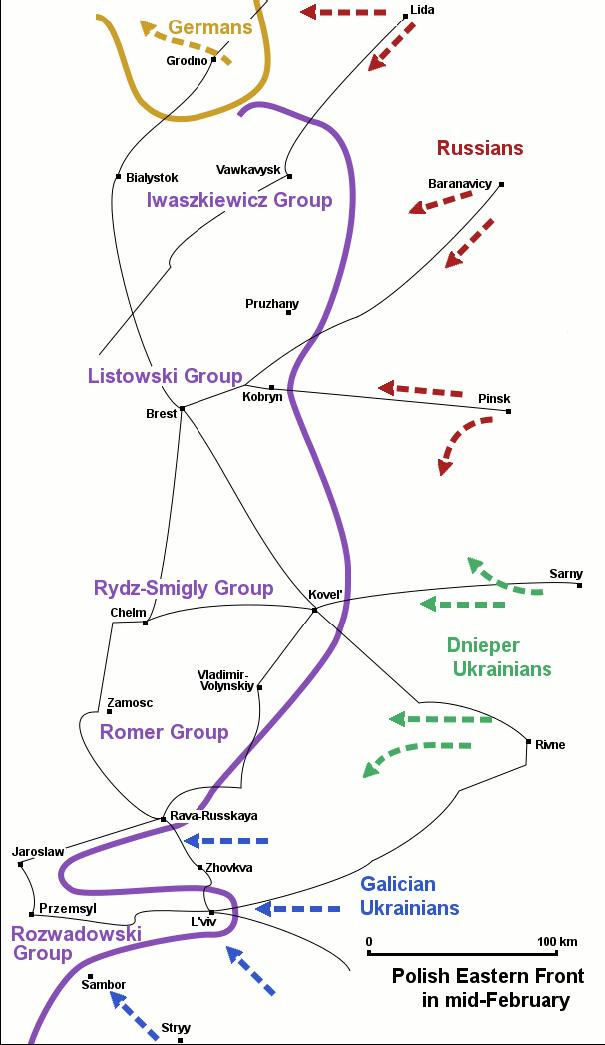
Guerras Polaco-Ucraniana e Polaco_Soviética, início de 1919

Devido à intervenção do arquiduque Wilhelm da Áustria, que adotou uma identidade ucraniana e considerava-se um patriota ucraniano, em outubro de 1918 dois regimentos de tropas de maioria ucraniana foram enviados a Lviv. Como o governo Austro-Húngaro havia entrado em colapso, em 18 de outubro de 1918 foi formado o Conselho Nacional Ucraniano, composto por membros do parlamento ucraniano austríaco da Galícia e da Bucovina, bem como dirigentes de partidos políticos ucranianos. O Conselho anunciou a intenção de unir as terras da Ucrânia Ocidental em um único estado. Como os poloneses estavam a tomar seus próprios passos para assumir o controle de Lviv e da Galícia Oriental, o Capitão Dmytro Vitovsky, liderou um grupo de jovens oficiais ucranianos em uma ação decisiva durante a noite entre 31 de outubro e 1 de novembro, em que as unidades militares ucranianas tomaram o controle da Lviv. A República Nacional Ucraniana foi proclamada em 1 de novembro de 1918, tendo Lviv como sua capital.
A proclamação da República reivindicou a soberania sobre a Galícia Oriental, incluindo a região dos Cárpatos até a cidade de Nowy Sącz no ocidente, bem como Volínia, Transcarpátia e Bucovina e foi uma surpresa completa para o polacos. Apesar da maioria da população da República Popular da Ucrânia Ocidental ser ucraniana, grande parte do território reivindicado era considerado polonês  pelos polacos. Em Lviv os moradores ucranianos apoiaram com entusiasmo o anúncio, a significativa minoria judaica da cidade o aceitou e manteve neutralidade em relação à proclamação, enquanto que a maioria polonesa da cidade ficou chocada ao se encontrar em um estado proclamado ucraniano.

## A Guerra

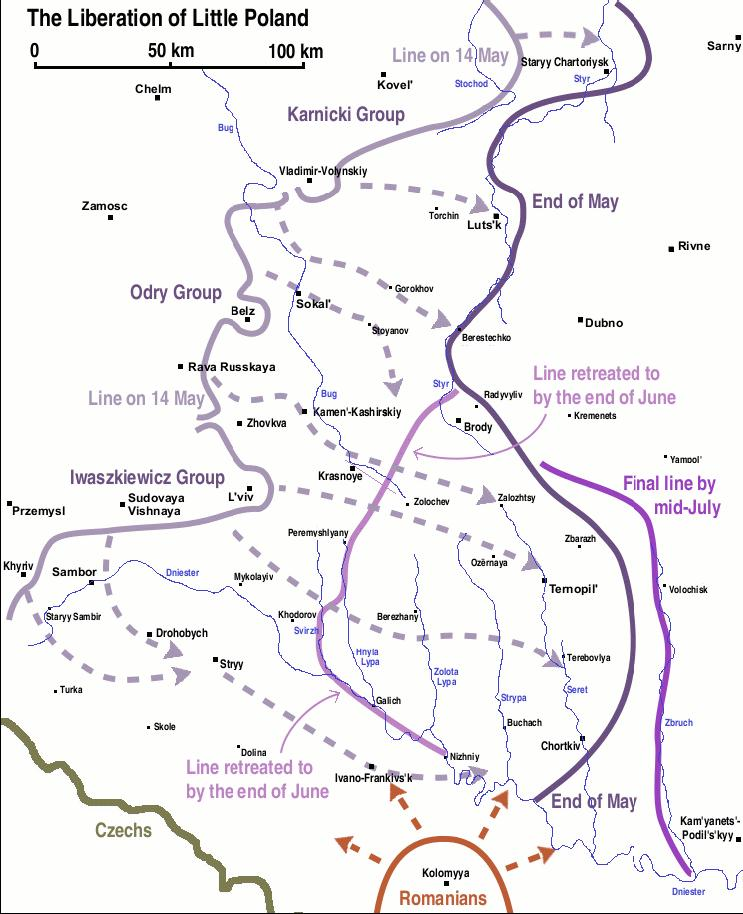
Ultimo estágio da guerra polaco-ucraniana

Em Lviv, as forças ucranianas sofreram oposição bem sucedida das unidades de defesa local, formadas principalmente por veteranos da Primeira Guerra Mundial, estudantes e crianças. Após duas semanas de combates dentro da cidade, uma unidade armada sob comando do coronel Michał Karaszewicz-Tokarzewski, do renascente exército polonês, rompeu o cerco ucraniano em 21 de novembro e chegou à cidade. Os ucranianos foram expulsos, entretanto, suas forças continuaram a controlar a maior parte da Galícia oriental, representando uma ameaça à Lviv até maio de 1919. Imediatamente após a captura da cidade, as forças polonesas, assim como criminosos comuns, saquearam as áreas judaicas e ucranianas da cidade.  Além disso, os poloneses enviaram vários ativistas ucranianos para campos de detenção.
Em dezembro de 1918, iniciou-se combate em Volínia. Conforme as unidades polonesas tentavam conquistar a região, as forças da República Popular Ucraniana, sob comando de Symon Petlura, tentavam expandir a oeste seu território, em direção a cidade de Chełm. Após dois meses de intenso combate, o conflito foi decidido em março de 1919, por novas e bem equipadas unidades polonesas, sob comando do general Edward Rydz-Śmigły.
A ofensiva do general polonês em Volínia e na Galícia oriental teve início em 14 de maio de 1919. Foi conduzida por unidades do exército polonês auxiliadas pelo recém-chegado exército azul do general Józef Haller de Hallenburg. Esse exército era bem equipado pelos aliados ocidentais e parcialmente formado por experientes oficiais franceses, tendo como objetivo primário combater os Bolcheviques, e não as forças da República Popular da Ucrânia Ocidental. Apesar disso, os poloneses enviaram o exército de Haller contra os ucranianos. Os aliados enviaram vários telegramas ordenando que os poloneses abortassem a ofensiva, já que empregar o exército equipado por franceses contra os ucranianos especificamente contradizia as condições do auxílio francês. Entretanto, as ordens foram ignoradas, sob a alegação polonesa de que "todos os ucranianos são bolcheviques ou algo muito próximo disso".
As linhas ucranianas foram rompidas, principalmente devido à retirada da unidade de elite Sich Riflemen. Em 27 de maio as forças polonesas chegaram à linha Złota Lipa-Berezhany-Jezierna-Radziwiłłów. Seguindo as exigências da Tríplice Entente, a ofensiva polonesa foi interrompida e as tropas do general Haller adotaram posições defensivas. Em 8 de junho de 1919, as forças ucranianas, agora sob comando de Oleksander Hrekov, anteriormente general no exército russo, iniciaram uma contra-ofensiva e, após três semanas, chegaram a Hnyla Lypa e ao alto do rio Styr. A bem sucedida ofensiva foi interrompida principalmente por falta de armamento - havia apenas cerca de 5 a 10 projéteis para cada soldado ucraniano.  O governo da Ucrânia Ocidental controlava os campos petrolíferos de Drohobych, com os quais pretendia comprar armas para a batalha. Porém, por motivos políticos e diplomáticos, armas e munição só poderiam ser enviadas à Ucrânia por meio da  Tchecoslováquia. Apesar das forças ucranianas terem conseguido que os poloneses recuassem aproximadamente 120 km, elas foram incapazes de assegurar uma rota para a Tchecoslováquia. Isso significava que era impossível reabastecer as tropas com armas e munição. A resultante falta de suprimentos forçou Hrekov a finalizar sua campanha.
Józef Piłsudski assumiu o comando das forças polonesas em 27 de junho e iniciou mais uma ofensiva. Com pouca munição e em menor número, os ucranianos recuaram até a linha do rio Zbruch.

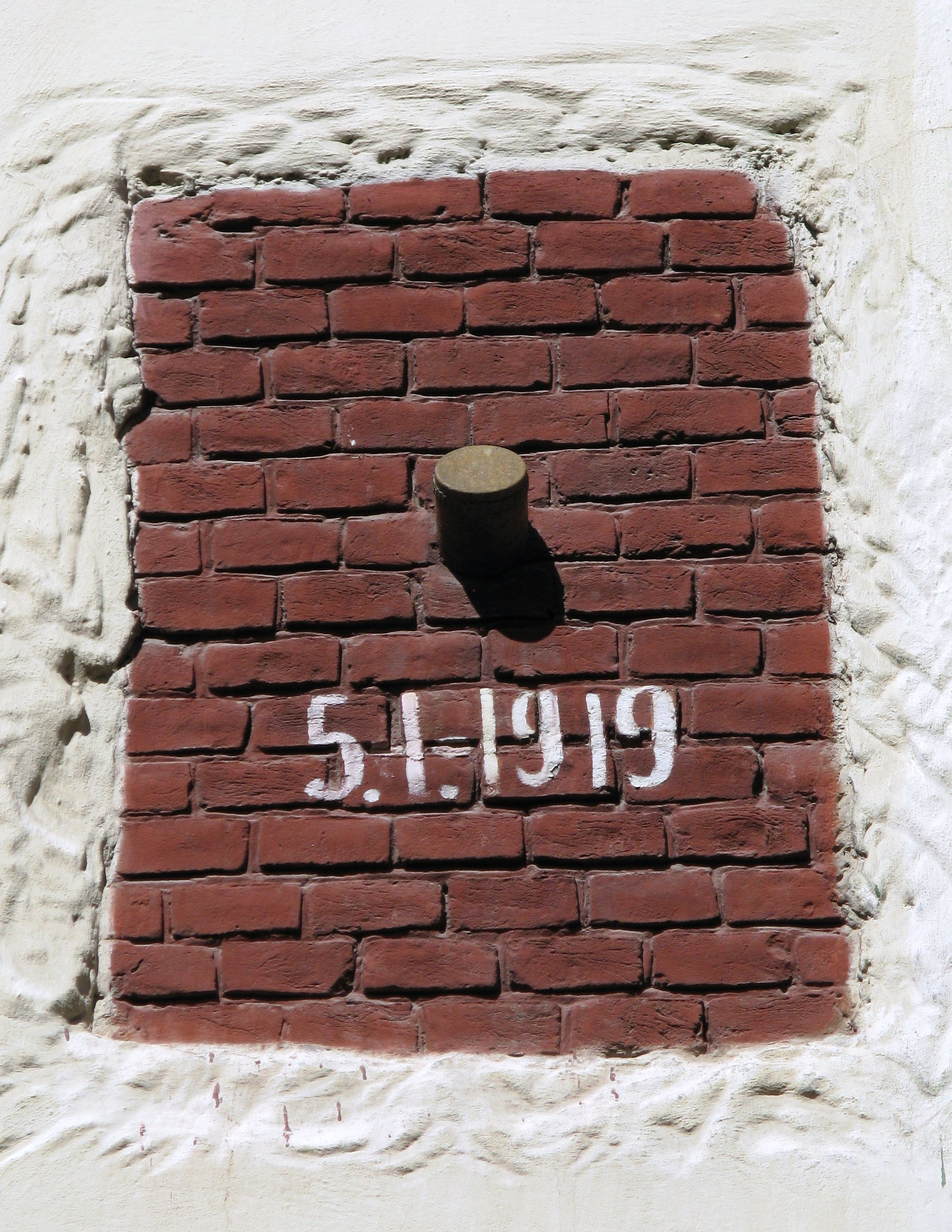
Projétil da guerra polaco-ucraniana, em Lviv

## Consequências
Aproximadamente 10 mil poloneses e 15 mil ucranianos, na maioria soldados, morreram durante essa guerra. Em 17 de julho, um cessar-fogo foi assinado. Os prisioneiros de guerra ucranianos foram mantinos em campos anteriormente austríacos em Dąbie, Łańcut, Pikulice, Strzałków, e Wadowice. Em 21 de novembro de 1919, o Alto Conselho da Conferência de Paz de Paris garantiu a Galícia Oriental à Polônia por um período de 25 anos, após o qual haveria um plebiscito. Em 21 de abril de 1920, Józef Piłsudski e Symon Petliura assinaram uma aliança, na qual a Polônia prometia à República Popular da Ucrânia auxílio militar na ofensiva de Kiev contra o Exército Vermelho em troca do reconhecimento da fronteira entre os dois países no rio Zbrucz.
Após esse acordo, o governo da República Nacional da Ucrânia Ocidental se exilou em Viena, onde contou com o apoio de vários emigrantes políticos ucranianos, assim como de soldados do exército da Galícia que estavam na Boêmia. Envolveu-se em atividades diplomáticas com os governos francês e britânico, na esperança de obter condições favoráveis em Versailles. Como resultado de seus esforços, o conselho da Liga das Nações declarou, em 23 de fevereiro de 1921, que a Galícia localizava-se fora do território Polonês, que a Polônia não detinha mandato para estabelecer controle administrativo daquele país, e que estava meramente ocupando o poder militar na Galícia oriental, cujo destino seria definido pelo Conselho de Embaixadores da Liga das Nações. Após uma longa série de negociações, em 14 de março de 1923, foi decidido que a Galícia oriental seria incorporada à Polônia "levando em consideração que a Polônia reconhece que, devido às condições etnográficas da porção oriental da Galícia, a mesma merece integralmente sua condição autônoma".  O governo da República Nacional da Ucrânia Ocidental dissolveu-se, enquanto a Polônia renegou sua promessa de autonomia à Galícia oriental. Após a Segunda Guerra Mundial, a região foi cedida à República Socialista Soviética da Ucrânia, então uma república da União Soviética.

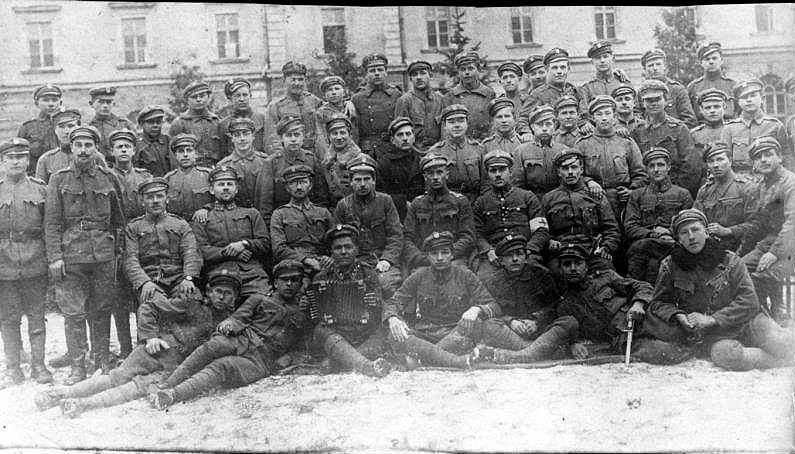
Defensores poloneses do Chyrów (ao fundo, uma igreja católica), 1919

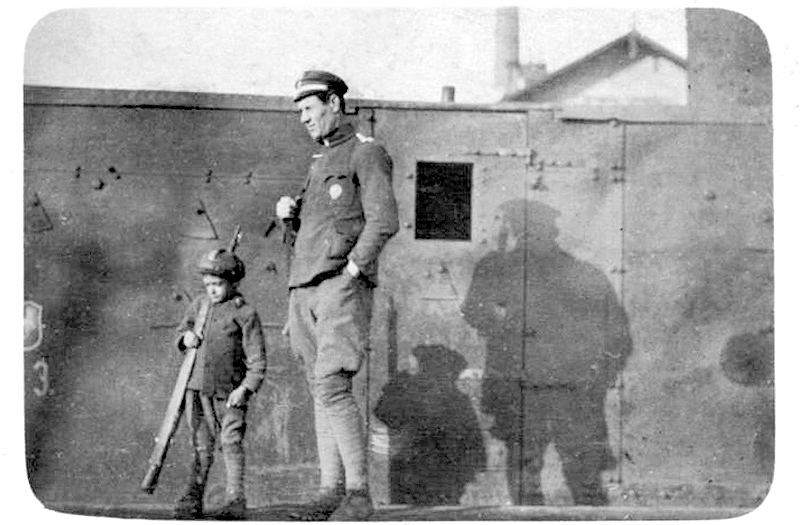
Soldado polonês Wiktor Borczyk ao lado de seu filho, 1918